# Igaliku
Igaliku (conegut antigament com a Igaliko) és un poblet de Groenlàndia que pertany a la municipalitat de Kujalleq. Tenia 55 habitants al cens del 2010.

## Geografia
Igaliku està situat al sud-est de Narsarsuaq, en una península que sobresurt de la part continental de Groenlàndia, prop de la costa oriental del superior del fiord Tunulliarfik. L'accés és fàcil des del petit port proper d'Itilleq.

## Història

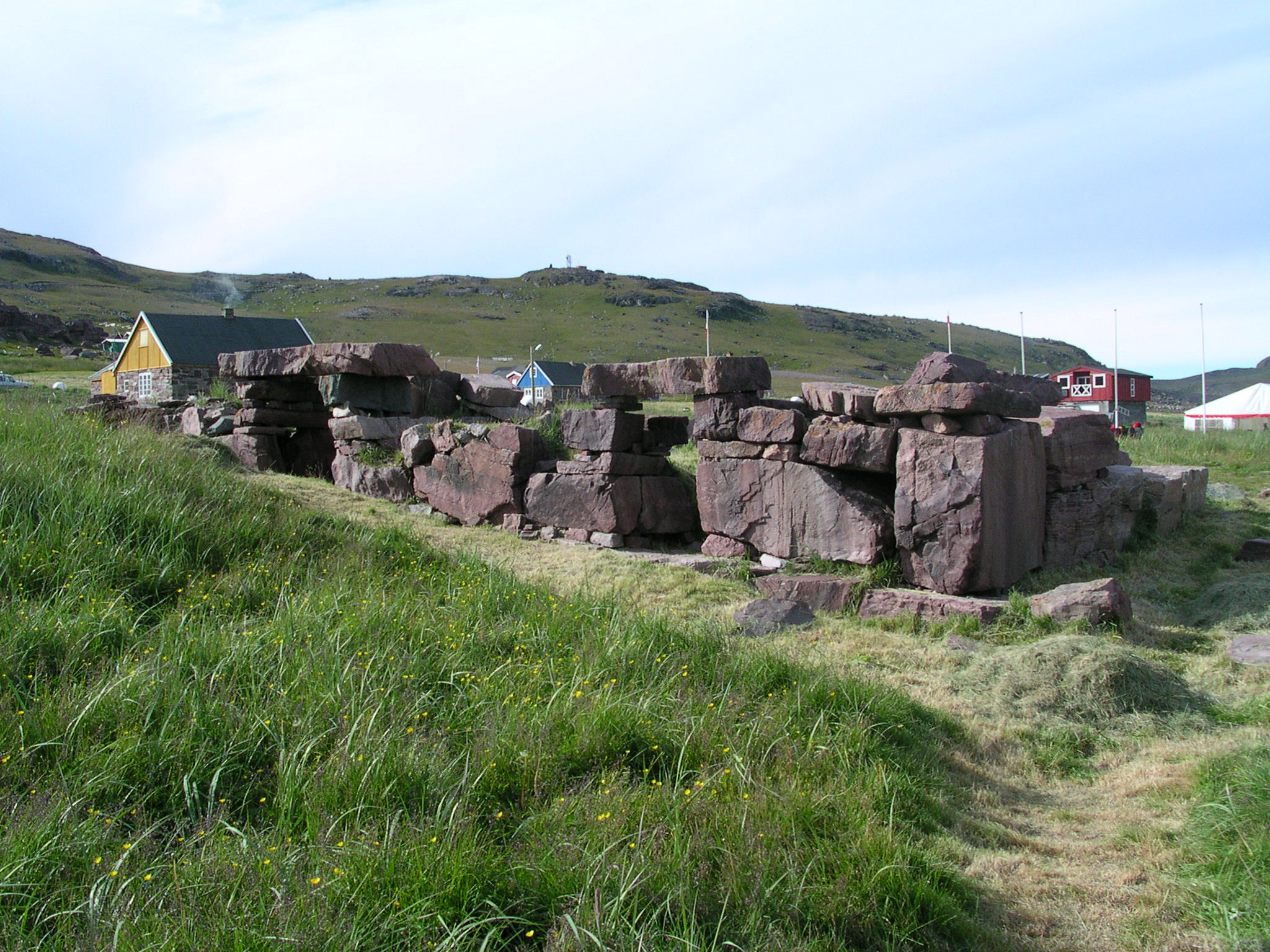
Ruïnes de Garðar

Durant l'edat mitjana es va començar a establir un assentament en una fèrtil plana entre el fiord d'Erik i el fiord Einar que va ser anomenat Garðar (Jardí). El bisbe va fixar la seva residència i es va construir una catedral de 27 metres de llarg i 16 metres d'ample, amb una finestra amb vidres verdosos i un campanar amb una campana de bronze. Al sud es van construir un complex de 40 d'edificis amb diverses habitacions i una sala de 16,75 x 7,75 metres. La finca va incloure una font i dues cases grans (la més gran és de 60 metres de llarg i oferia espai per a 100 vaques).
Posteriorment, l'assentament va ser abandonat i actualment només es conserven les ruïnes de l'església, de la casa del bisbe i del graner. S'han fet àmplies excavacions arqueològiques des de la dècada de 1830 i s'han trobat diverses tombes històriques de la zona, encara que la majoria encara no han estat identificades.
L'actual ciutat va ser fundada amb el nom d'Igaliko en 1783 pel comerciant noruec i administrador colonial Anders Olsen i la seva dona groenlandesa Tuperna.
El 6 d'agost de 2004, el llavors Secretari d'Estat Colin Powell va visitar el lloc i va signar amb els Cancellers de Groenlàndia i de Dinamarca, Josef Motzfeldt i Per Stig Møller un contracte per a l'ampliació de la base aèria de Thule com a part de la Defensa Nacional de Míssils (Anti-Ballistic Missiles, ABM).

## Població
La població d'Igaliku s'ha mantingut estable durant les darreres dues dècades.

## Clima
El clima predominant és l'anomenat clima de tundra. La classificació climàtica de Köppen és ET. La temperatura mitjana anual a Igaliku és de 0,9 °C.
| Mesos                  | gen     | feb    | mar    | abr    | mai   | jun    | jul    | ago    | set   | oct    | nov    | des    | any    |
| ---------------------- | ------- | ------ | ------ | ------ | ----- | ------ | ------ | ------ | ----- | ------ | ------ | ------ | ------ |
| Mitjana de les màximes | -2,5°C  | -1,6°C | -0,9°C | 3,3°C  | 8,5°C | 11,8°C | 13,7°C | 12,9°C | 8,8°C | 3,8°C  | 0,5°C  | -1,9°C | 4,7°C  |
| Mitjana de les mínimes | -10,2°C | -9,4°C | -8,6°C | -4,1°C | 0,8°C | 3,5°C  | 5,4°C  | 4,9°C  | 2,0°C | -2,2°C | -6,1°C | -9,3°C | -2,7°C |
| Pluja                  | 58mm    | 50mm   | 53mm   | 54mm   | 50mm  | 67mm   | 79mm   | 84mm   | 94mm  | 72mm   | 81mm   | 73mm   | 815mm  |

## Activitats d'Igaliku
Els seus habitants viuen principalment de la cria d'ovelles.
El poble disposa d'una botiga, un hostal, una església i una escola, «Atuarfik Igaliku».
Igaliku és el punt de partida per a les ascensions a la muntanya Illerfissalik (1750 m). Hi ha una ruta de senderisme popular en cinc a set dies que va cap a Qaqortoq (Julianehåb).